# Михаил Јарославич
Михаил Јарославич (1271/1272 - 1318) - је био тверски кнез у периоду од 1282 или 1286-1318, и велики кнез Владимирски (1305-1318). Током периода велике владавине, борио се против московског кнеза Јурија Даниловича, који је до краја њихове конфронтације заузео изражену прохордску позицију. После преноса великокнежевске власти са Јурија Даниловича, победе над њим и Татарима који су били савезници московског кнеза у бици код Бортењева, Михаил је позван у Хорду и убијен по наређењу Узбег-кана, након чега је велика владавина прешла на московског кнеза.
Канонизован од стране Руске православне цркве 1549. године .

## Биографија
Кнез Михаил је рођен након смрти свог оца Јарослава Јарославича.
Хроника за 1285. годину извештава: „Истог лета на Тферију су поставили камену цркву правоверни кнез Михаил Јарославич и његова мајка, кнегиња Оксиња, и монах Симеон“ . То је била прва црква Преображења Господњег у Русији након монголске инвазије.
Године 1293. Дудењева војска је прошла поред Твера, али је град опустошио Баскак Тохта-Тимур (Тахтамир). Михаил је прешао на страну ростовско-јарославских кнезова, који су били савезници Андреја Александровича у његовој борби против његовог старијег брата Дмитрија.
У истом периоду, Михаил се оженио ћерком ростовског кнеза Дмитрија Борисовича, Аном (касније Свете Ане Кашинске), чиме је, према неким историчарима, добио права на наследство Кашинског. Међутим, према С. В. Богданову, следи да је Кашин већ био део Тверске кнежевине и „дакле, овај град очигледно није могао бити мираз Ане Дмитријевне“ . О чињеници да је Кашин био део Тверске кнежевине извештава В. А. Кучкин, позивајући се на Рогожског хроничара. Посебно, хроничар каже да је принц Дмитриј Борисович Ростовски дошао у Кашин 1289. године и пустошио околину девет дана, а такође је спалио Ксњатин, односно пре него што је Михаил оженио Ану 1294 .
Дмитриј Александрович је пре смрти (1294) живео неко време у Тверу. Године 1295. Михаил је закључио савез са Новгородом „или од Татара, или од неког другог“.
Године 1300. учествовао је у руској кампањи против Ландскруне, али је град заузет пре доласка трупа Михаила Јарославича и Тверске војске се вратила кући.
Године 1301. учествовао је на Дмитровском конгресу руских кнезова.
Датум успона на Владимирски престо у различитим изворима тумачи се или као 1304. или 1305. године. То је због чињенице да је велики кнез Владимира Андреј Александрович, који је умро 1304. године, завештао велику владавину Михаилу, али је московски кнез Јуриј Данилович такође преузео трон Владимира. Да би решили спор, Михаил и Јуриј су отишли на суд кану Златне Хорде. Као резултат тога, 1305. године Михаил је добио ханску повељу и, по доласку у Владимир, митрополит га је унапредио на престо Великог кнежевства.
У преписци између Михаила и цариградског патријарха Нифонта I (која се одиграла 1310-1314) коришћен је назив Великог кнеза целе Русије, ово је прва позната употреба таквог позива на владари Русије. Претпоставља се да је титула „Све Русије“ усвојена 1305. године, по аналогији са именовањем православних јерараха.

## Борба са Москвом
После смрти великог кнеза Андреја Александровича (1304), избила је борба између Михаила Јарославича Тверског, који је добио потврду за велику Владимирску кнежевину, и Јурија Даниловича из Москве. Борба се водила за утицај у Новгороду (Михаил је организовао блокаду хране у Торжоку 1312, а такође је предузео неуспешну кампању против самог Новгорода 1314). За савез са црквом (по смрти митрополита Максима 1305. митрополит је постао галицијски јерарх Петар, а не Геронтије Тверски). Михаил је ишао у Москву два пута (1305. и 1308.), али није могао да је узме. Једном су Тверици победили Московљане и Татаре (1317, битка код Бортеневске) и једном стали са њима на две обале Волге (код Костроме, 1317). Једном су Тверичи победили Новгородце (код Торжока, 1314) и два пута стајали са њима дуж две обале Волге (код Твера 1314. и 1317.).

## Смрт
Убрзо после Бортењевске битке, Кончак, жена московског кнеза Јурија Даниловича, умрла је у заточеништву у Тверу, а тверски амбасадор је убијен у Москви. Оба принца су отишла у Хорду, али је Михаил дошао код хана касније од свог ривала, а Јуриј је до тада успео да окрене Узбека против кнеза Твера. Наступио је ханов суд, након чега је принц био затворен. Месец дана касније, после много мучења, Михаила Тверског убили су људи Јурија Даниловича и Кавгадија. Ковчег са телом принца превезен је у Твер само годину дана касније, након склапања споразума између Јурија и сина Михаила Јарославича Александра. Принц Михаил Тверски је сахрањен у Преображенској цркви на обали Волге.